# Noor Pahlavi
La princesse Noor Pahlavi, née le 3 avril 1992 à Washington, est une personnalité royale iranienne et membre de la famille impériale Pahlavi qui a régné sur l'Iran de 1925 à 1979.

## Jeunesse et éducation
La princesse Noor est la fille aînée de Reza Pahlavi, le prince héritier d'Iran, et de son épouse, Yasmine Pahlavi. Son grand-père, Mohammad Reza Shah Pahlavi, était l'empereur d'Iran. La princesse Noor passe une grande partie de sa jeunesse aux États-Unis, où elle suit des études en psychologie à l'université de Georgetown. En 2020, elle obtient un master en administration des affaires de la Columbia Business School.

## Ambassadrice culturelle
En plus de son engagement humanitaire[réf. nécessaire], la princesse Noor Pahlavi joue un rôle en tant qu'ambassadrice culturelle. Elle cherche à promouvoir la richesse de la culture iranienne à travers des initiatives artistiques et éducatives[réf. nécessaire]. Elle s'intéresse aux arts et à la diversité culturelle.